# Roman Maurer

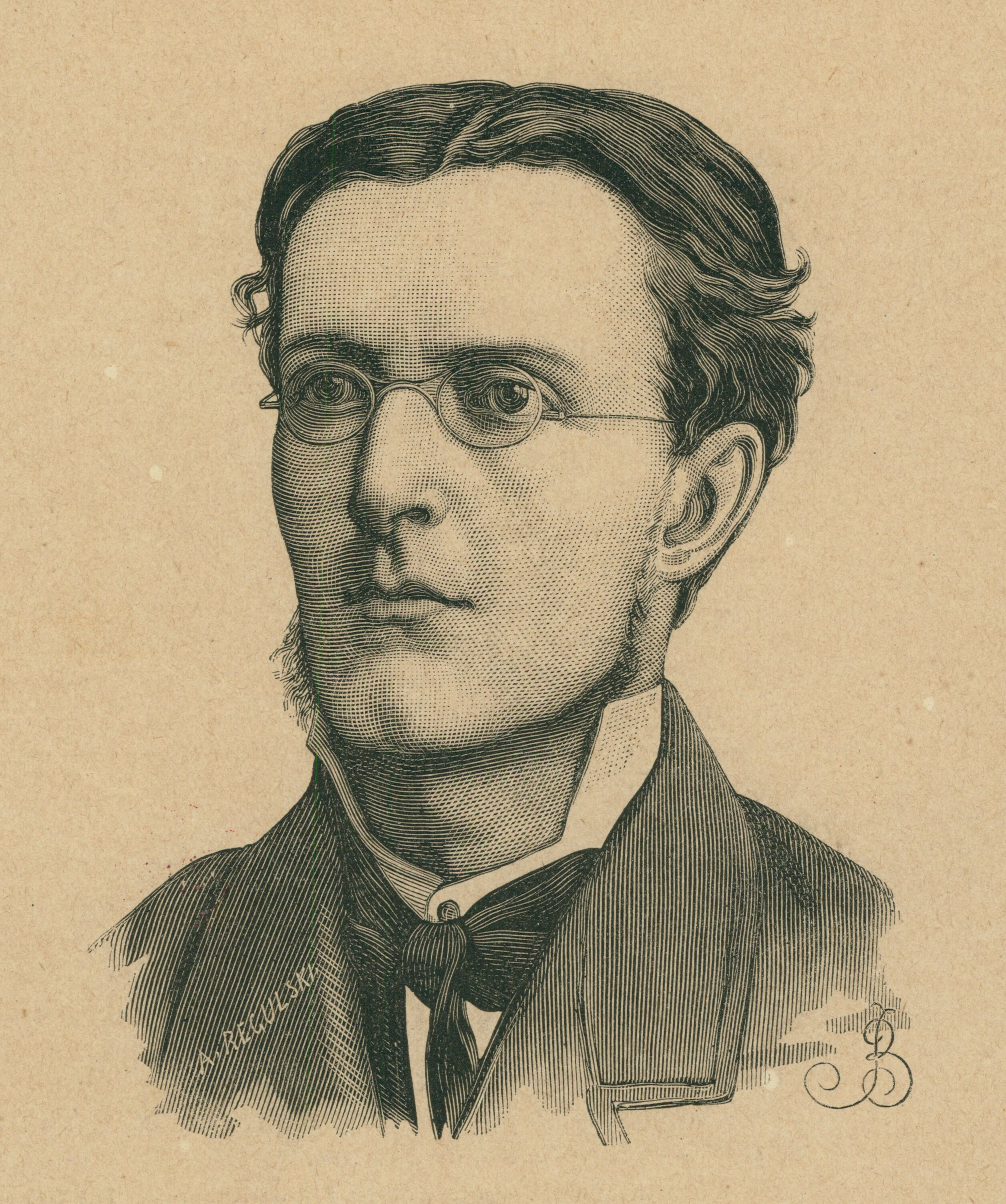
Roman Maurer, 1884 r.

Roman Maurer (ur. w 1852, zm. 19 marca 1884) – polski historyk i nauczyciel.
Studiował we Lwowie pod kierunkiem Ksawerego Liskego, następnie na Uniwersytecie Fryderyka Wilhelma w Berlinie. Od 1879 nauczyciel w gimnazjum w Brodach.